# Guny
Guny est une commune française située dans le département de l'Aisne, en région Hauts-de-France.

## Géographie
Guny est bordée par la rivière de l'Ailette et le canal de l'Oise à l'Aisne.

### Hydrographie
La commune est située dans le bassin Seine-Normandie. Elle est drainée par le canal de l'Oise à l'Aisne, l'Ailette, le canal 01 de la commune de Guny, le canal 01 de la commune de Trosly-Loire, le fossé de Commune de Guny, le ru de Bouland, divers bras de l'Ailette et un autre petit cours d'eau,.
Le canal de l'Oise à l'Aisne est un canal à bief de partage au gabarit Freycinet reliant les vallées de l'Oise et de l'Aisne. Il relie les communes d'Abbécourt et de Bourg-et-Comin en passant sous le tristement célèbre « Chemin des Dames ».
L'Ailette, d'une longueur de 59 km, prend sa source dans la commune de Sainte-Croix et se jette  dans l'Oise (rive gauche) à Quierzy, après avoir traversé 36 communes.

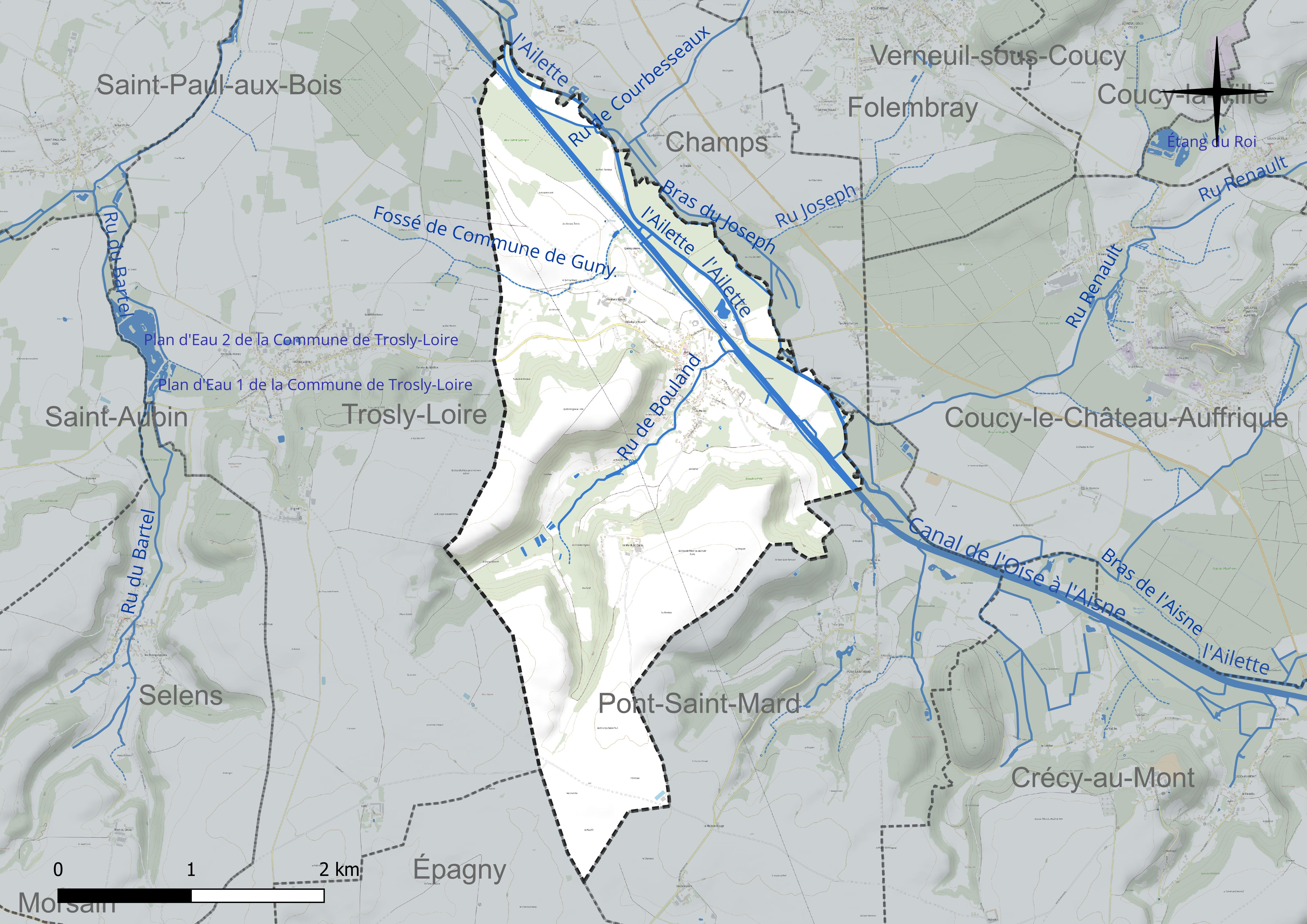
Réseau hydrographique de Guny.

### Climat
Pour des articles plus généraux, voir Climat des Hauts-de-France et Climat de l'Aisne.
En 2010, le climat de la commune est de type climat océanique dégradé des plaines du Centre et du Nord, selon une étude du CNRS s'appuyant sur une série de données couvrant la période 1971-2000. En 2020, Météo-France publie une typologie des climats de la France métropolitaine dans laquelle la commune est exposée à un climat océanique altéré et est dans la région climatique Nord-est du bassin Parisien, caractérisée par un ensoleillement médiocre, une pluviométrie moyenne régulièrement répartie au cours de l'année et un hiver froid (3 °C).
Pour la période 1971-2000, la température annuelle moyenne est de 10,6 °C, avec une amplitude thermique annuelle de 15,2 °C. Le cumul annuel moyen de précipitations est de 683 mm, avec 11,6 jours de précipitations en janvier et 8,6 jours en juillet. Pour la période 1991-2020, la température moyenne annuelle observée sur la station météorologique la plus proche, située sur la commune de Chauny à 11 km à vol d'oiseau, est de 11,1 °C et le cumul annuel moyen de précipitations est de 709,9 mm,. Pour l'avenir, les paramètres climatiques de la commune estimés pour 2050 selon différents scénarios d'émission de gaz à effet de serre sont consultables sur un site dédié publié par Météo-France en novembre 2022.

## Urbanisme

### Typologie
Au 1er janvier 2024, Guny est catégorisée commune rurale à habitat dispersé, selon la nouvelle grille communale de densité à 7 niveaux définie par l'Insee en 2022.
Elle est située hors unité urbaine et hors attraction des villes,.

### Occupation des sols
L'occupation des sols de la commune, telle qu'elle ressort de la base de données européenne d'occupation biophysique des sols Corine Land Cover (CLC), est marquée par l'importance des territoires agricoles (61,7 % en 2018), une proportion sensiblement équivalente à celle de 1990 (61,3 %). La répartition détaillée en 2018 est la suivante : 
terres arables (44,8 %), forêts (31,3 %), prairies (9,4 %), zones agricoles hétérogènes (7,5 %), zones urbanisées (7,1 %).
L'évolution de l'occupation des sols de la commune et de ses infrastructures peut être observée sur les différentes représentations cartographiques du territoire : la carte de Cassini (XVIIIe siècle), la carte d'état-major (1820-1866) et les cartes ou photos aériennes de l'IGN pour la période actuelle (1950 à aujourd'hui).

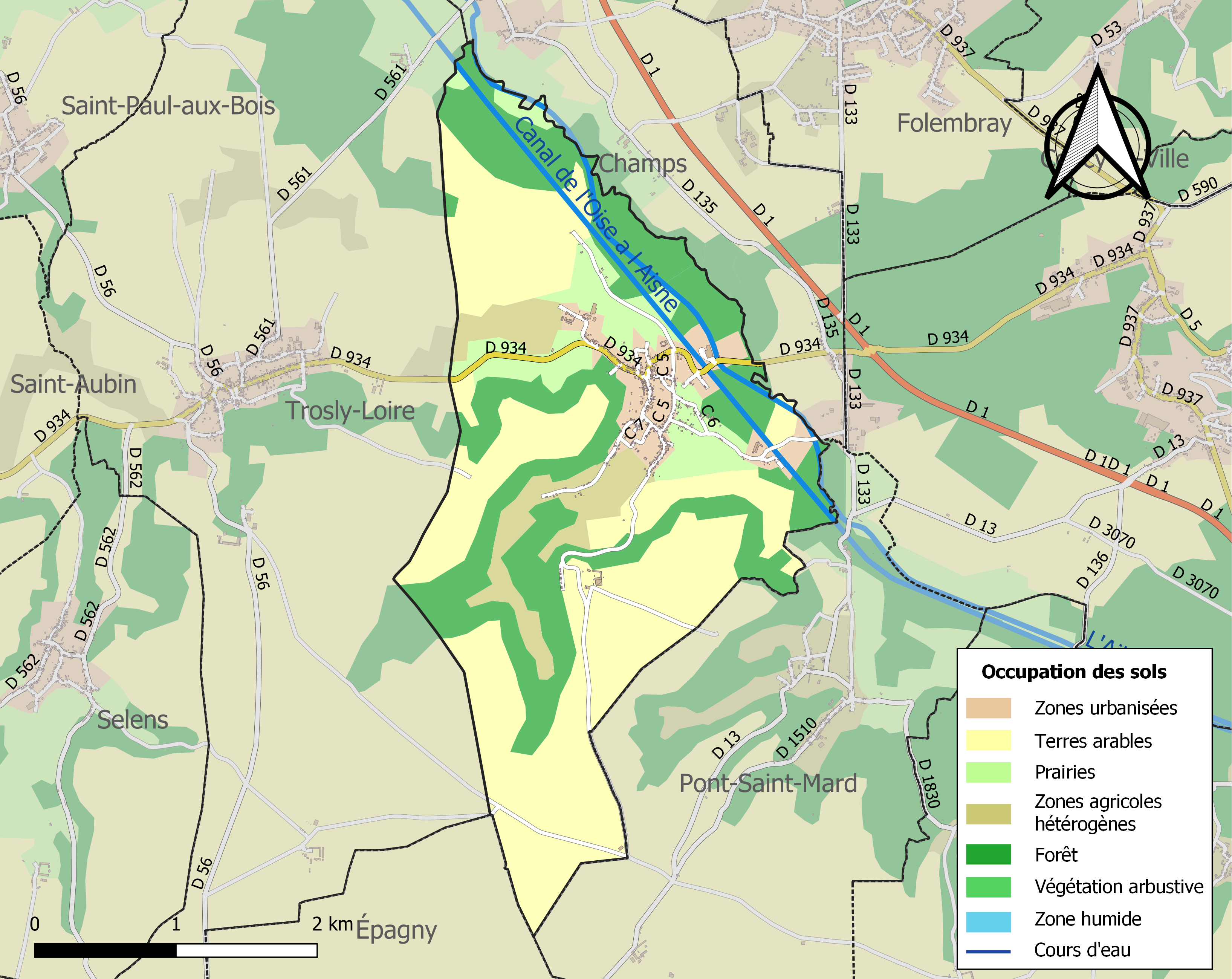
Carte de l'occupation des sols de la commune en 2018 (CLC).

## Toponymie
Le nom de la localité est attesté sous les formes Guniacus (858) ; ville de Guny (1147) ; Gunni (1158) ; Guni (1164) ; Gugny (1458) ; Paroisse de Saint-Georges-de-Guny (1677).

## Histoire
En 858, la commune de Guny est donnée à l'abbaye Notre-Dame de Soissons par Charles le Chauve.

En 1368, Enguerrand VII de Coucy accorde la charte collective de franchises à Guny et vingt deux autres paroisses.

1914-1918, la Première Guerre mondiale dévaste le village.

Du 27 août au 28 septembre 1918, les 11e et 20e régiments d'infanterie livrent la farouche bataille de l'Ailette jusqu'aux carrières de Guny.

Les troupes se reposent dans les grottes de Guny. Celles-ci resteront habitées dans la pauvreté de l'après-guerre. 

L'église Saint-Georges est en ruine, elle sera restaurée en 1923.

Une nouvelle cloche est baptisée en novembre 1923, dans une chapelle provisoire.

En 1940, les combats de la Seconde Guerre mondiale atteignent encore une fois le village et ses alentours au cours de la bataille de l'Ailette.

## Photos

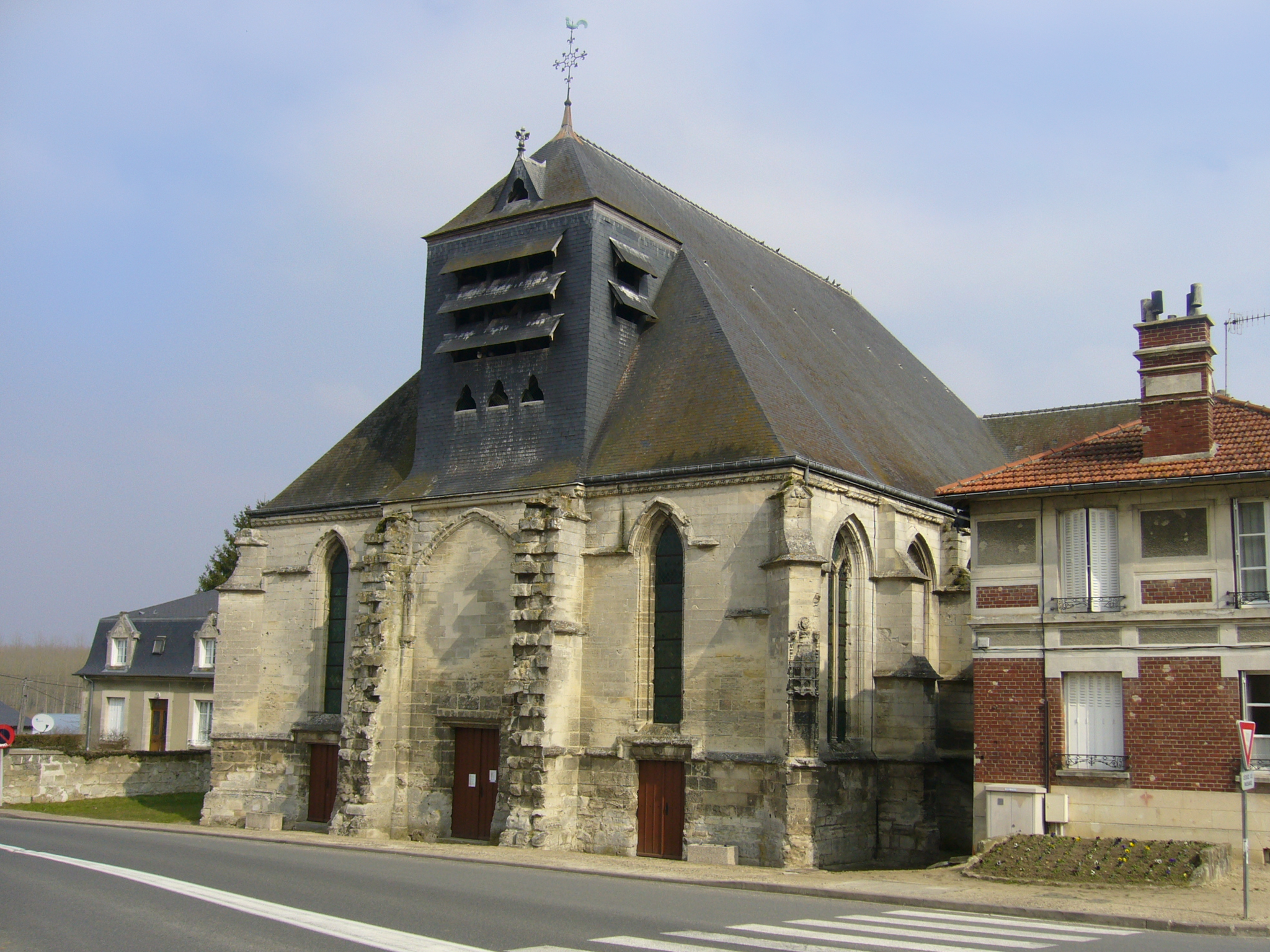
Église de Guny.
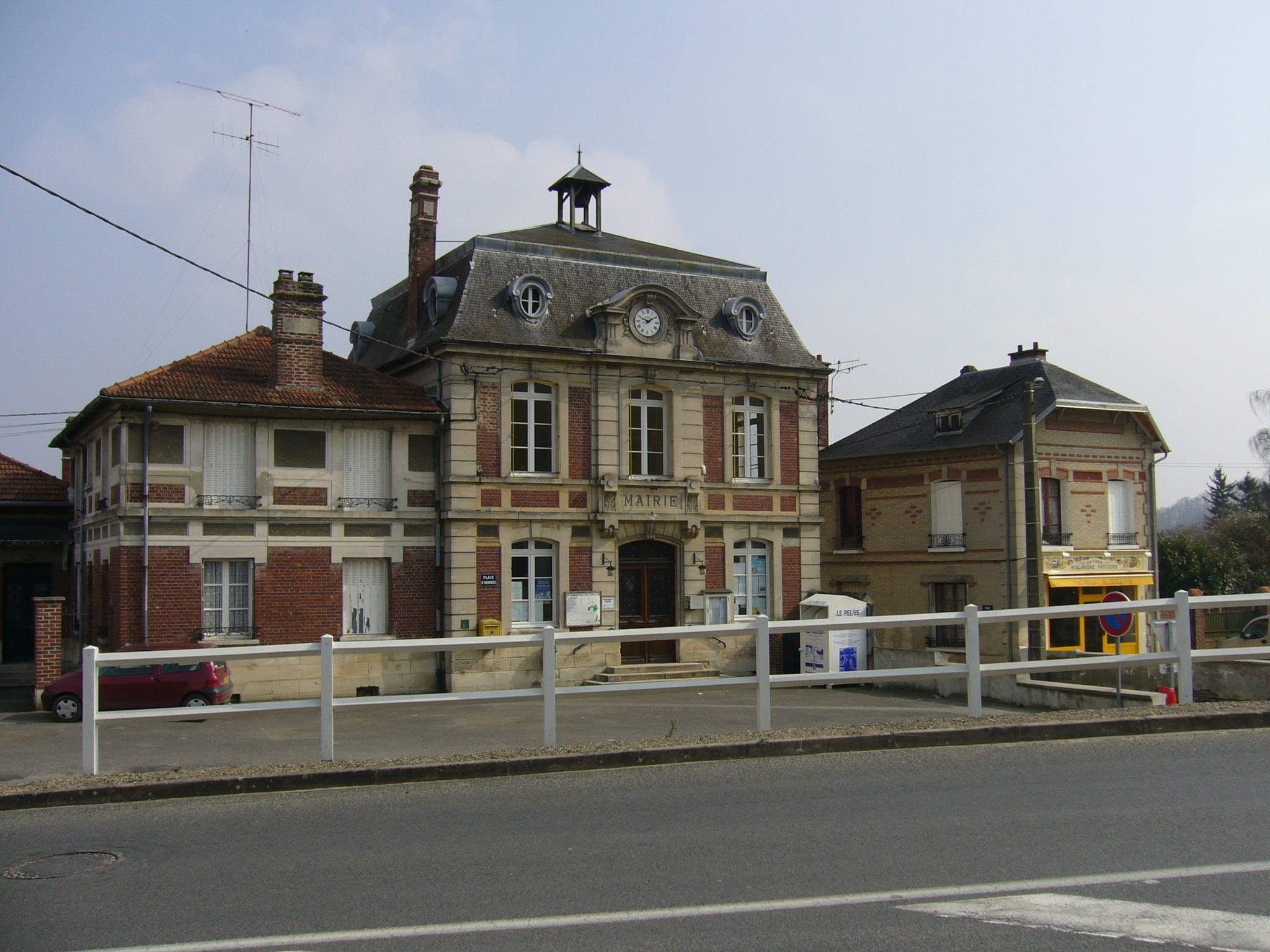
Mairie de Guny.
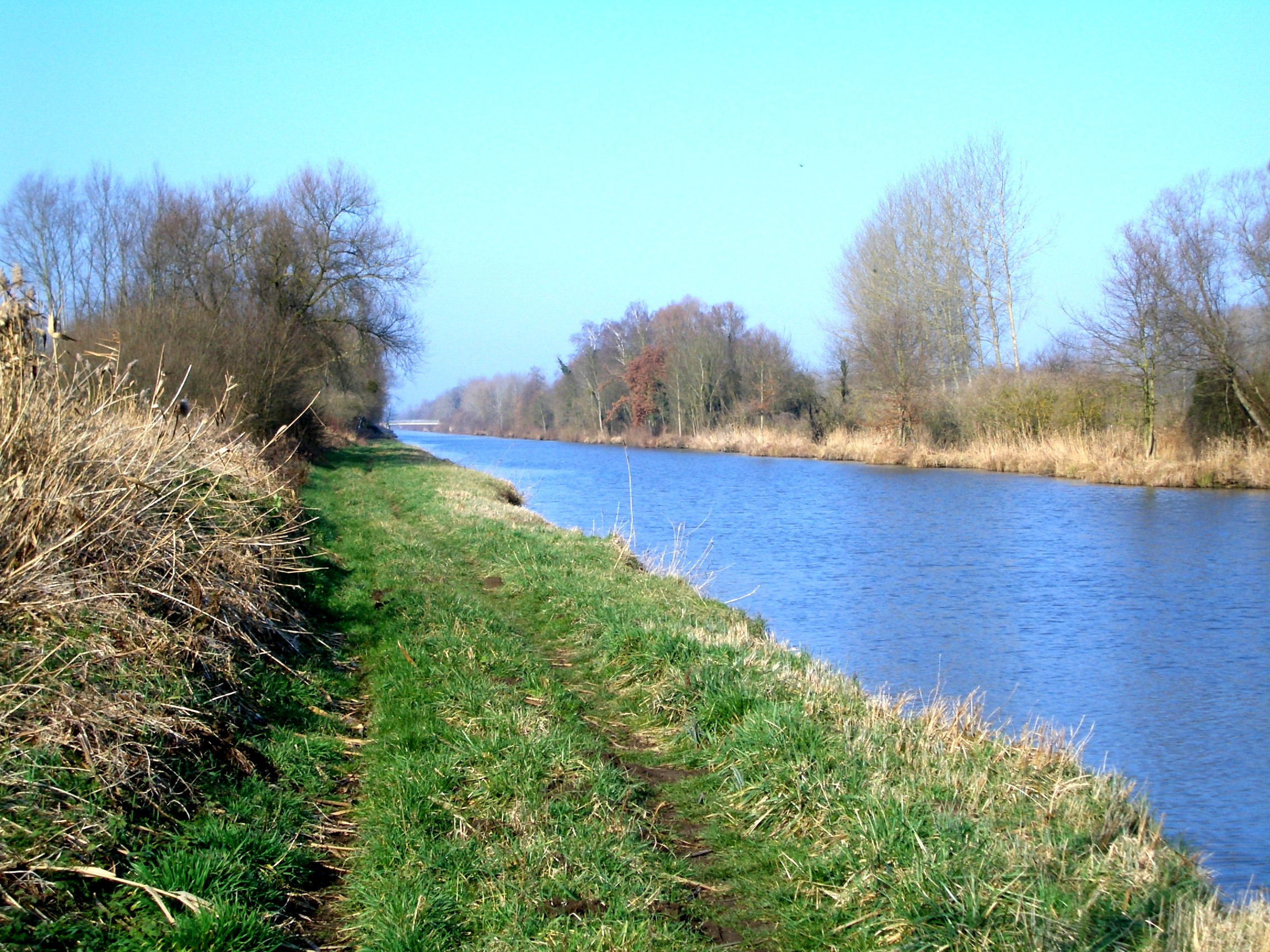
Canal de l'Oise à l'Aisne.

## Politique et administration

### Découpage territorial
La commune de Guny est membre de la communauté de communes Picardie des Châteaux, un établissement public de coopération intercommunale (EPCI) à fiscalité propre créé le 1er janvier 2017 dont le siège est à Pinon. Ce dernier est par ailleurs membre d'autres groupements intercommunaux.
Sur le plan administratif, elle est rattachée à l'arrondissement de Laon, au département de l'Aisne et à la région Hauts-de-France. Sur le plan électoral, elle dépend du  canton de Vic-sur-Aisne pour l'élection des conseillers départementaux, depuis le redécoupage cantonal de 2014 entré en vigueur en 2015, et de la quatrième circonscription de l'Aisne  pour les élections législatives, depuis le dernier découpage électoral de 2010.

### Administration municipale
| Période      | Période                       | Identité          | Étiquette | Qualité              |
| ------------ | ----------------------------- | ----------------- | --------- | -------------------- |
| avant 1877   | après 1879                    | Mayeux            |           |                      |
| 1935         | 1940                          | Théophile Franc   | SE        |                      |
| 1940         | 1941                          | Octave Masnet     | SE        |                      |
| 1945         | mars 1964                     | Theophile Franc   | SE        |                      |
| mars 1971    | mars 1989                     | René Lafrançaise  | SE        |                      |
| mars 1989    | mars 2001                     | Micheline Froment | SE        |                      |
| mars 2001    | juin 2006                     | Norbert Morelle   | SE        | Décédé en fonction   |
| juin 2006    | mars 2014                     | Éliane Tourigny   | SE        |                      |
| mars 2014    | février 2018                  | Henri Smorag      | SE        | Retraité (Démission) |
| avril 2018   | juillet 2020                  | Gérard Delacourt  | SE        |                      |
| juillet 2020 | En cours (au 12 juillet 2020) | Jean-Marc Baillon | SE        |                      |

## Démographie
L'évolution du nombre d'habitants est connue à travers les recensements de la population effectués dans la commune depuis 1793. Pour les communes de moins de 10 000 habitants, une enquête de recensement portant sur toute la population est réalisée tous les cinq ans, les populations de référence des années intermédiaires étant quant à elles estimées par interpolation ou extrapolation. Pour la commune, le premier recensement exhaustif entrant dans le cadre du nouveau dispositif a été réalisé en 2005.

En 2022, la commune comptait 363 habitants, en évolution de −13,78 % par rapport à 2016 (Aisne : −1,97 %, France hors Mayotte : +2,11 %).
| 1793 | 1800 | 1806 | 1821 | 1831 | 1836 | 1841 | 1846 | 1851 |
| ---- | ---- | ---- | ---- | ---- | ---- | ---- | ---- | ---- |
| 590  | 628  | 680  | 665  | 668  | 667  | 657  | 671  | 683  |

| 1856 | 1861 | 1866 | 1872 | 1876 | 1881 | 1886 | 1891 | 1896 |
| ---- | ---- | ---- | ---- | ---- | ---- | ---- | ---- | ---- |
| 662  | 662  | 647  | 630  | 629  | 664  | 604  | 616  | 594  |

| 1901 | 1906 | 1911 | 1921 | 1926 | 1931 | 1936 | 1946 | 1954 |
| ---- | ---- | ---- | ---- | ---- | ---- | ---- | ---- | ---- |
| 602  | 526  | 561  | 306  | 516  | 569  | 551  | 554  | 650  |

| 1962 | 1968 | 1975 | 1982 | 1990 | 1999 | 2005 | 2006 | 2010 |
| ---- | ---- | ---- | ---- | ---- | ---- | ---- | ---- | ---- |
| 580  | 562  | 594  | 549  | 508  | 447  | 433  | 432  | 446  |

| 2015 | 2020 | 2022 | - | - | - | - | - | - |
| ---- | ---- | ---- | - | - | - | - | - | - |
| 419  | 374  | 363  | - | - | - | - | - | - |

## Lieux et monuments
- L'église Saint Georges, du XVIe siècle, est classée au registre des Monuments historiques depuis 1919.

## Personnalités liées à la commune
- Albert Louppe, ingénieur polytechnicien, poudres et salpêtre, sénateur, né à Guny en 1856.